# Шоймуш (Біхор)
Шоймуш (рум. Șoimuș) — село у повіті Біхор в Румунії. Входить до складу комуни Реметя.
Село розташоване на відстані 387 км на північний захід від Бухареста, 49 км на південний схід від Ораді, 97 км на захід від Клуж-Напоки, 136 км на північний схід від Тімішоари.

## Населення
За даними перепису населення 2002 року у селі проживали 149 осіб, усі — румуни. Усі жителі села рідною мовою назвали румунську.